# Laux-Montaux
Laux-Montaux – miejscowość i była gmina we Francji, w regionie Owernia-Rodan-Alpy, w departamencie Drôme.
Według danych na rok 1990 gminę zamieszkiwało 7 osób, a gęstość zaludnienia wynosiła 1 osób/km² (wśród 2880 gmin regionu Rodan-Alpy Laux-Montaux plasuje się na 1604. miejscu pod względem liczby ludności, natomiast pod względem powierzchni na miejscu 1357.).
W 2002 roku gmina została zlikwidowana a jej teren wszedł w skład gminy Chauvac-Laux-Montaux.